# Atlantisia rogersi
Atlantisia rogersi là một loài chim trong họ Gà nước (Rallidae). Loài này được Lowe phân loại vào năm 1923. Là loài bản địa đảo Inaccessible trong quần đảo Tristan ở phía nam Đại Tây Dương bị cô lập, nó là loài chim không bay nhỏ nhất còn tồn tại trên thế giới. Loài này được bác sĩ Percy Lowe mô tả vào năm 1923 nhưng lần đầu tiên được các nhà khoa học chú ý đến 50 năm trước đó. Mối quan hệ và nguồn gốc của loài chim này là một bí ẩn lâu đời; vào năm 2018 họ hàng gần nhất của nó được xác định là Porzana spiloptera, và người ta đề xuất rằng cả hai loài nên được đưa vào chi Laterallus.

## Hình ảnh

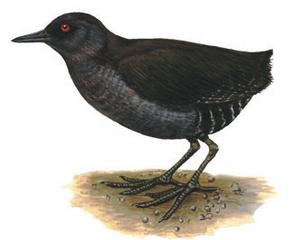
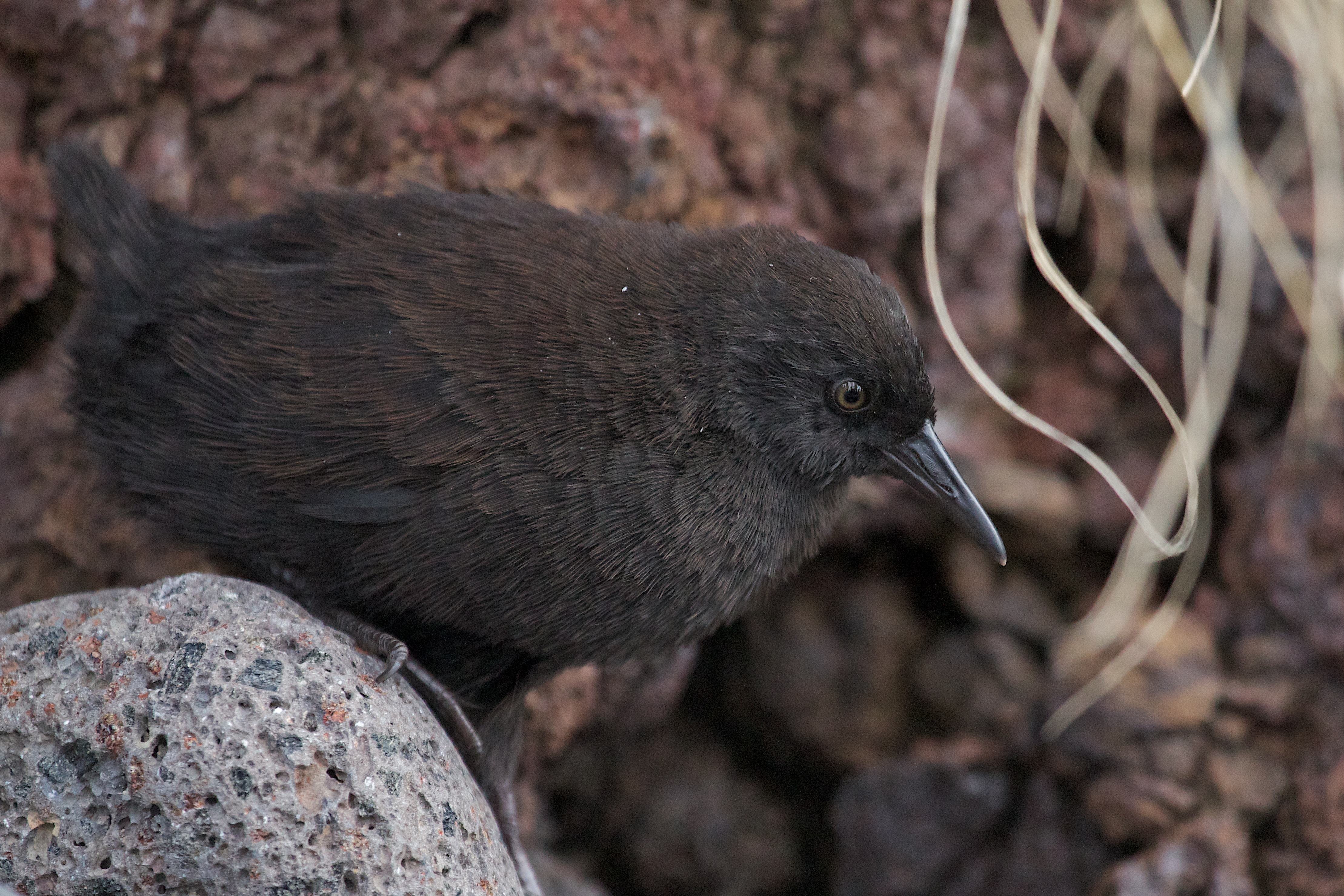
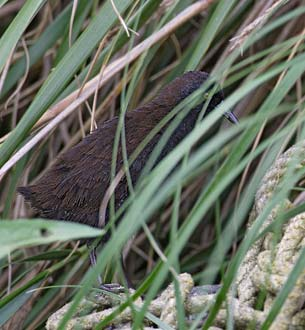